# Абрагам Дербі I
Абрагам Дербі І (англ. Abraham Darby I; 14 квітня 1678 року — 8 березня 1717 року) — англійський металург і промисловець. Вперше в історії доменного виробництва використав кам'яновугільний кокс (як домішку до деревного вугілля). Батько Абрагама Дербі ІІ.

## Біографія
Абрахам Дербі народився 14 квітня 1678 року (за іншими даними — у 1677 році) ймовірно в маєтку Ренс-Нест (англ. Wren's Nest Estate) у графстві Стаффордшир (тепер у  Західному Мідленді), що на північному заході від міста Дадлі, у сім'ї англійського йомена (селянина, що мав власне господарство). Припускається, що прабабка Абрахама Дербі, Джейн, була незаконнонародженою дочкою Едварда Саттона, барона Дадлі 5-го і рідною сестрою Дода Дудлея, відомого тим, що він першим вдало використав кам'яне вугілля у доменній плавці.
У першій половині 1690-х років був учнем на заводі з виробництва солоду в Бірмінгемі у такого собі Джонатана Фріта (англ. Jonathan Freeth), квакера. Під його впливом Абрахам став членом квакерського Товариства Друзів і залишався ним все життя. Згодом квакерами були його син і онук. 1698 року, маючи 21 рік, розпочав власну справу в Бристолі. 1699 року одружився з Мері Саджент і переїхав у Бристоль, де займався виробництвом солоду. 1704 року заснував мідеплавильний завод у Бристолі.
Приблизно у 1704 році був у Голландії, де вивчав млинарське будівництво. До Англії Дербі повернувся з кількома голландськими робітниками-мідеплавильниками і разом з чотирма компаньйонами заснував у Бристолі Баптист-Мілльський мідеплавильний завод (назва заводу — від назви місцевості). Завод обійшовся компаньйонам у 8000 фунтів. Управителем заводу був Дербі. Поступово перейшли на виробництво залізних товарів, переважно посуду. За пропозицією одного з робітників, молодого валійського хлопця Джона Томаса розпочав виробництво залізного посуду виливанням у піскових формах. Новий метод був кращим, ніж виробництво традиційним способом у глиняних формах. Процес ставав менш трудомістким і швидшим, що давало змогу значно збільшити об'єми виробництва. Посуд виходив дешевшим і якіснішим. У квітні 1708 року Дербі взяв патент на новий метод виробництва посуду у піскових формах строком на 14 років.
Однак компаньйони Дербі відмовилися розширювати виробництво, через що він забрав свою частку капіталу в компанії й переїхав у місто Колбрукдейл у графстві Шропшир. У Колбрукдейлі у вересні 1708 року Дербі взяв в оренду стару зупинену доменну піч, що стояла без роботи після того як вона була частково зруйнована вибухом, що стався свого часу на ній. Дербі підготував доменну піч до задувки. Задув її 10 січня 1709 року. Дербі вів пічковий журнал з 20 жовтня 1708 року по 4 січня 1710 року. В перший рік роботи цієї печі Дербі продав залізних товарів загальною вагою у 81 тону. Окрім посуду й інших виробів, він виробляв також невелику кількість бабкового чавуну, який вивозився річкою Северн у ливарні міста Бристоль.
1713 року використав у доменній плавці кокс як домішку до деревного вугілля.
1714 року Дербі і його компаньйони продовжили оренду печі у Колбрукдейлі і побудували другу. Точно не відомо, коли вона була задута, але 1718 року вона вже працювала, 1720 року давала чавуну трохи більше, ніж перша піч.
Абрахам Дербі помер у 1717 році після 18 місяців хвороби у своєму будинку у Медлі у віці 38 років. Його старшому сину, Абрахаму Дребі ІІ, тоді було лише шість років. Керівництво його компанією перейняв один з родичів. Його син Абрахам Дербі ІІ взяв керівництво компанією у 1730 році.

## Використання коксу
Абрахам Дербі вперше в історії доменного виробництва застосував кам'яновугільний кокс, але кокс на його печах був не єдиним паливом, він був використаний лише як частковий замінник деревного вугілля. Застосування коксу стало значним кроком в розвитку доменного виробництва, сьогодні він є основним паливом на всіх доменних печах світу.
За однією з версій в англійській історіографії, кам'яновугільний кокс було винайдено у XVIII столітті англійськими броварами, які почали використовувати його замість деревного вугілля для сушки солоду. Припускається, що Дербі саме від броварів, з якими він свого часу мав тісні стосунки, перейняв метод виготовлення коксу. До Дербі робилися спроби використання сирого кам'яного вугілля у доменній плавці, однак окрім, можливо, Д. Додлея у XVII столітті, нікому не вдалося вдало використати його у доменному виробництві. Кокс, який виготовляли з вугілля нагріванням без доступу повітря, був кращим паливом, ніж вугілля, він був міцнішим, містив мало летких речовин та менше сірки.
Неподалік від заводу у Колбрукдейлі на поверхню виходив пласт вугілля, Дербі використав його для виготовлення коксу і використав на своїй доменній печі. Відомо, що він використовував 2 кошики деревного вугілля і один кошик торфу на п'ять кошиків кам'яновугільного коксу.
Доменну плавку лише на коксі, без домішки деревного вугілля і кам'яного вугілля вперше провів син Абрахама Дербі Абрахам Дербі II у 1735 році.